# Xuân Quỳnh
 (juin 2014).
Si vous disposez d'ouvrages ou d'articles de référence ou si vous connaissez des sites web de qualité traitant du thème abordé ici, merci de compléter l'article en donnant les références utiles à sa vérifiabilité et en les liant à la section « Notes et références ».
Œuvres principales
- Le vent du Laos et les sables blancs
- Chant en solitaire

Xuân Quỳnh(1942-1988) est une poétesse vietnamienne très populaire[réf. souhaitée] : son œuvre empreinte d'un profond lyrisme est perçue comme indissociable de son destin personnel. Ses poèmes d'amour les plus célèbres ont été mis en chanson.

## Biographie
Xuan Quynh, de son nom complet Nguyễn Thị Xuân Quỳnh, naît le 6 octobre 1942 dans le village de La Khê, commune de Văn Khê, district de Hà Đông, chef lieu de la province de Hà Tây (intégrée depuis 1988 à Hanoï).
Ayant perdu sa mère dès son plus jeune âge, et son père travaillant souvent au loin, elle est élevée par sa grand-mère paternelle. Sa sélection par la Troupe artistique centrale en 1955 la destine à devenir danseuse professionnelle. Elle se produit sur plusieurs scènes étrangères puis embrasse la carrière des lettres.
De 1962 à 1964, Xuan Quỳnh suit une formation à l’École des Jeunes écrivains de l’Association des Écrivains vietnamiens. À la sortie de cette école, elle travaille dans des rédactions de journaux de Hanoï : Văn nghệ (Littérature et Arts) puis Phụ nữ Việt nam (Femmes du Vietnam).
Membre de l’Association des écrivains vietnamiens à partir de 1967, elle est élue à son Comité exécutif lors du 3e congrès de l’Association.
Après avoir divorcé de son premier mari, un musicien de la Troupe artistique centrale, Xuan Quynh épouse le dramaturge et poète Lưu Quang Vũ en 1973.
De 1978 à sa mort, elle est rédactrice aux éditions Nouvelles œuvres (l’actuelle Maison d’éditions de l’Association des Écrivains).
Xuan Quỳnh, son mari Lưu Quang Vũ et leur fils Lưu Quỳnh Thơ, âgé de 13 ans, décèdent le 29 août 1988 dans un accident de la route survenu sur le pont Phu Luong (province de Hải Dương).

## L'œuvre
Qu'ils abordent les éléments (la mer, le sable, le vent...), un chemin durant les années de guerre ou la ville de son enfance, les textes de Xuan Quynh transfigurent l'histoire singulière de l'auteure en expérience universelle. L'amour, la maternité, la solitude, la souffrance sont exprimés sur le ton de la confidence sincère, sans apprêts, et suscitent l'empathie du lecteur.
La mer est d’un côté, tu es de l’autre, chéri,

J’aime ces instants où nous sommes réunis.

De jadis à demain en passant par aujourd’hui,

Cette baie est toujours bleue comme l’amour à son début.

(1983, trad. Minh Phuong)
Xuan Quynh a obtenu plusieurs prix littéraires, notamment le Prix de littérature enfantine de l’Association des Écrivains vietnamiens (1982 - 1983) pour son recueil de poésie Le ciel dans un œuf, et le Prix de poésie de l’Association des Écrivains vietnamiens (1990) pour son recueil Les fleurs de chrysopogon. En 2001 lui est décerné à titre posthume le Prix d'État vietnamien Littérature et Arts.

## Principaux textes
- Chồi biếc" - Bourgeons d'émeraude (1962)
- Hoa dọc chiến hào - Les fleurs le long des tranchées (poésie, 1968)
- Gió Lào, cát trắng - Le vent du Laos et les sables blancs (poésie, 1974)
- Lời ru trên mặt đất - La berceuse sur la terre (poésie, 1978)
- Mùa xuân trên cánh đồng - Le printemps dans la rizière (histoire pour enfants, 1981)
- Bầu trời trong quả trứng - Le ciel dans un œuf (poèmes pour enfants, 1982)
- Sân ga chiều em đi - La gare, au soir de mon départ (poésie, 1984)
- Tự hát - Chant en solitaire (poésie, 1984)
- Bến tàu trong thành phố - Le quai en ville (histoire pour enfants, 1984)
- Truyện Lưu Nguyễn - Histoire de Luu Nguyên (histoire en vers, 1985)
- Vẫn có ông trăng khác - Il reste encore une autre lune (histoire pour enfants, 1986)
- Hoa cỏ may - Les fleurs de chrysopogon (poésie, 1989)
- Thơ Xuân Quỳnh (1992 , 1994) - Poésie de Xuan Quynh (1992 , 1994)
- Thơ tình Xuân Quỳnh - Lưu Quang Vũ (1994) - Poèmes d'amour Xuan Quynh - Luu Quang Vu (1994)
- Tuyển tập truyện thiếu nhi (1995) - Recueil choisi d'histoires enfantines (1995)